# Moulès-et-Baucels
Moulès-et-Baucels est une commune française située dans le nord-est du département de l'Hérault, en région Occitanie.
Exposée à un climat méditerranéen, elle est drainée par le Merdanson, le ruisseau de la Garenne et par deux autres cours d'eau. La commune possède un patrimoine naturel remarquable : deux sites Natura 2000 (les « gorges de l'Hérault » et les « gorges de Rieutord, Fage et Cagnasse ») et quatre zones naturelles d'intérêt écologique, faunistique et floristique.
Moulès-et-Baucels est une commune urbaine qui compte 855 habitants en 2022, après avoir connu une forte hausse de la population depuis 1962. Elle est dans l'unité urbaine de Ganges. Ses habitants sont appelés les Moucelois et Mouceloises.

## Géographie
Moulès-et-Baucels se situe à 45 km au nord de Montpellier, 60 km au nord-ouest de Nîmes. Elle se trouve dans la haute vallée de l'Hérault. Il s'agit de la commune la plus septentrionale du département de l' Hérault. La commune s'étend entre le massif du Thorac et les garrigues.

### Communes limitrophes
Les communes limitrophes sont  Ganges, La Cadière-et-Cambo, Laroque, Montoulieu, Saint-Bauzille-de-Putois et Sumène.

### Climat
Pour des articles plus généraux, voir Climat de l'Occitanie et Climat de l'Hérault.
En 2010, le climat de la commune est de type climat méditerranéen franc, selon une étude s'appuyant sur une série de données couvrant la période 1971-2000. En 2020, Météo-France publie une typologie des climats de la France métropolitaine dans laquelle la commune est exposée à un climat méditerranéen et est dans la région climatique  Provence, Languedoc-Roussillon, caractérisée par une pluviométrie faible en été, un très bon ensoleillement (2 600 h/an), un été chaud (21,5 °C), un air très sec en été, sec en toutes saisons, des vents forts (fréquence de 40 à 50 % de vents > 5 m/s) et peu de brouillards.
Pour la période 1971-2000, la température annuelle moyenne est de 13,6 °C, avec une amplitude thermique annuelle de 16,5 °C. Le cumul annuel moyen de précipitations est de 1 247 mm, avec 8 jours de précipitations en janvier et 3,6 jours en juillet. Pour la période 1991-2020, la température moyenne annuelle observée sur la station météorologique la plus proche, située sur la commune de Saint-Martial à 10 km à vol d'oiseau, est de 14,0 °C et le cumul annuel moyen de précipitations est de 1 247,1 mm,. Pour l'avenir, les paramètres climatiques de la commune estimés pour 2050 selon différents scénarios d’émission de gaz à effet de serre sont consultables sur un site dédié publié par Météo-France en novembre 2022.

### Milieux naturels et biodiversité

#### Réseau Natura 2000

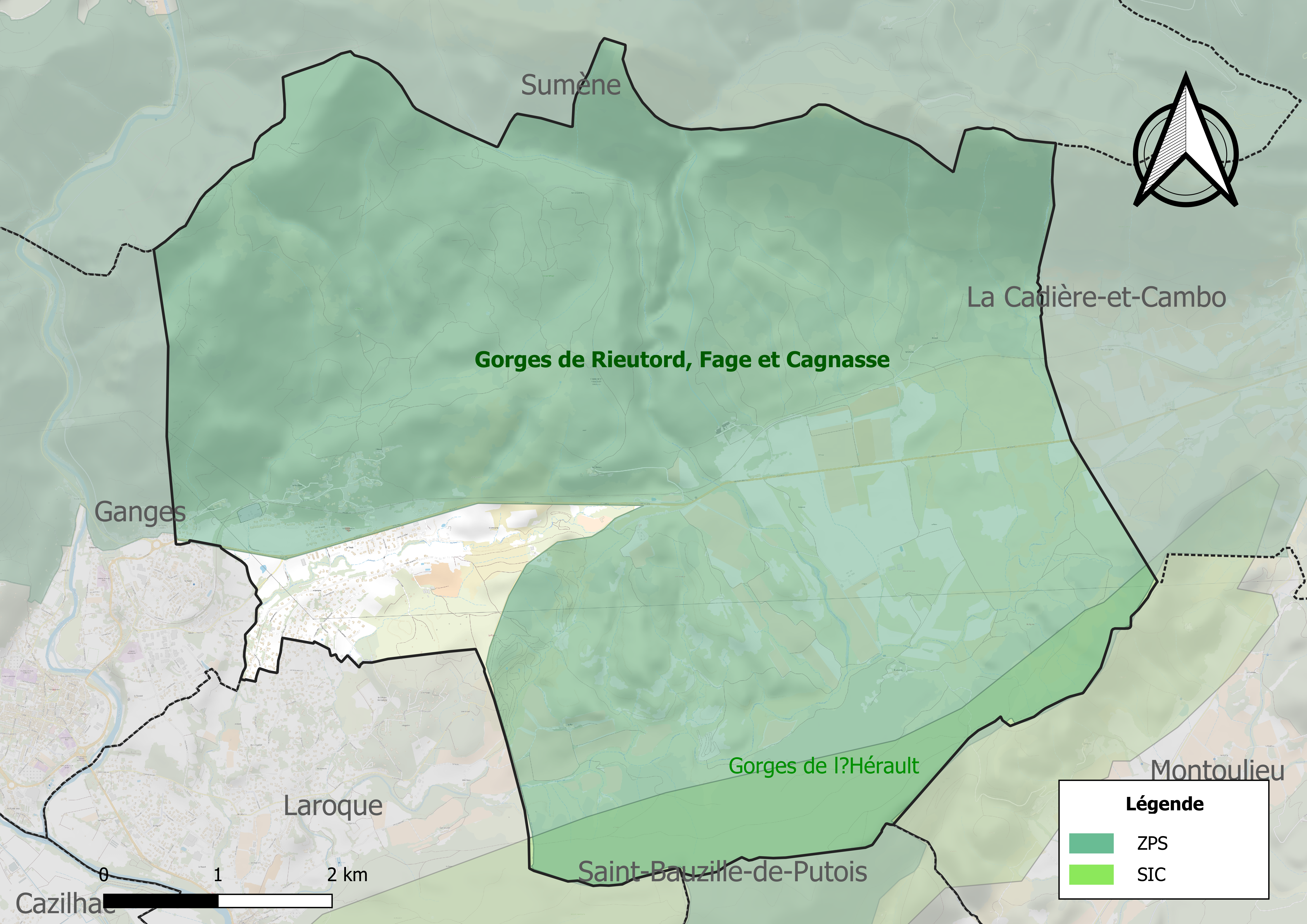
Site Natura 2000 sur le territoire communal.

Le réseau Natura 2000 est un réseau écologique européen de sites naturels d'intérêt écologique élaboré à partir des directives habitats et oiseaux, constitué de zones spéciales de conservation (ZSC) et de zones de protection spéciale (ZPS).
Un site Natura 2000 a été défini sur la commune au titre de la directive habitats :
- les « gorges de l'Hérault », d'une superficie de 21 736 ha, entaillent un massif calcaire vierge de grandes infrastructures dont les habitats forestiers (forêt de Pins de Salzman et chênaie verte) et rupicoles sont bien conservés. La pinède de Pins de Salzmann de Saint-Guilhem-le-Désert est une souche pure et classée comme porte-graines par les services forestiers. Il s'agit d'une forêt développée sur des roches dolomitiques[9]

et un au titre de la directive oiseaux : 
- les « gorges de Rieutord, Fage et Cagnasse », d'une superficie de 12 308 ha, comportent des milieux escarpés, des falaises, et sont un biotope de prédilection pour l'avifaune rupestre parmi laquelle on relève des espèces à très forte valeur patrimoniale : l'Aigle de Bonelli, le Grand Duc d'Europe, le Circaète Jean-le-Blanc[10].

#### Zones naturelles d'intérêt écologique, faunistique et floristique
L’inventaire des zones naturelles d'intérêt écologique, faunistique et floristique (ZNIEFF) a pour objectif de réaliser une couverture des zones les plus intéressantes sur le plan écologique, essentiellement dans la perspective d’améliorer la connaissance du patrimoine naturel national et de fournir aux différents décideurs un outil d’aide à la prise en compte de l’environnement dans l’aménagement du territoire.
Deux ZNIEFF de type 1 sont recensées sur la commune :
les « gorges supérieures de l'Hérault et plateau du Taurac » (952 ha), couvrant 5 communes du département et 
le « Ranc de Banes » (600 ha), couvrant 3 communes dont une dans le Gard et deux dans l'Hérault
et deux ZNIEFF de type 2, : 
- la « montagne de la Fage et gorges du Rieutord » (5 561 ha), couvrant 7 communes dont cinq dans le Gard et deux dans l'Hérault[14] ;
- le « plateau du Taurac » (2 196 ha), couvrant 8 communes dont une dans le Gard et sept dans l'Hérault[15].

Carte des ZNIEFF de type 1 et 2 à Moulès-et-Baucels.
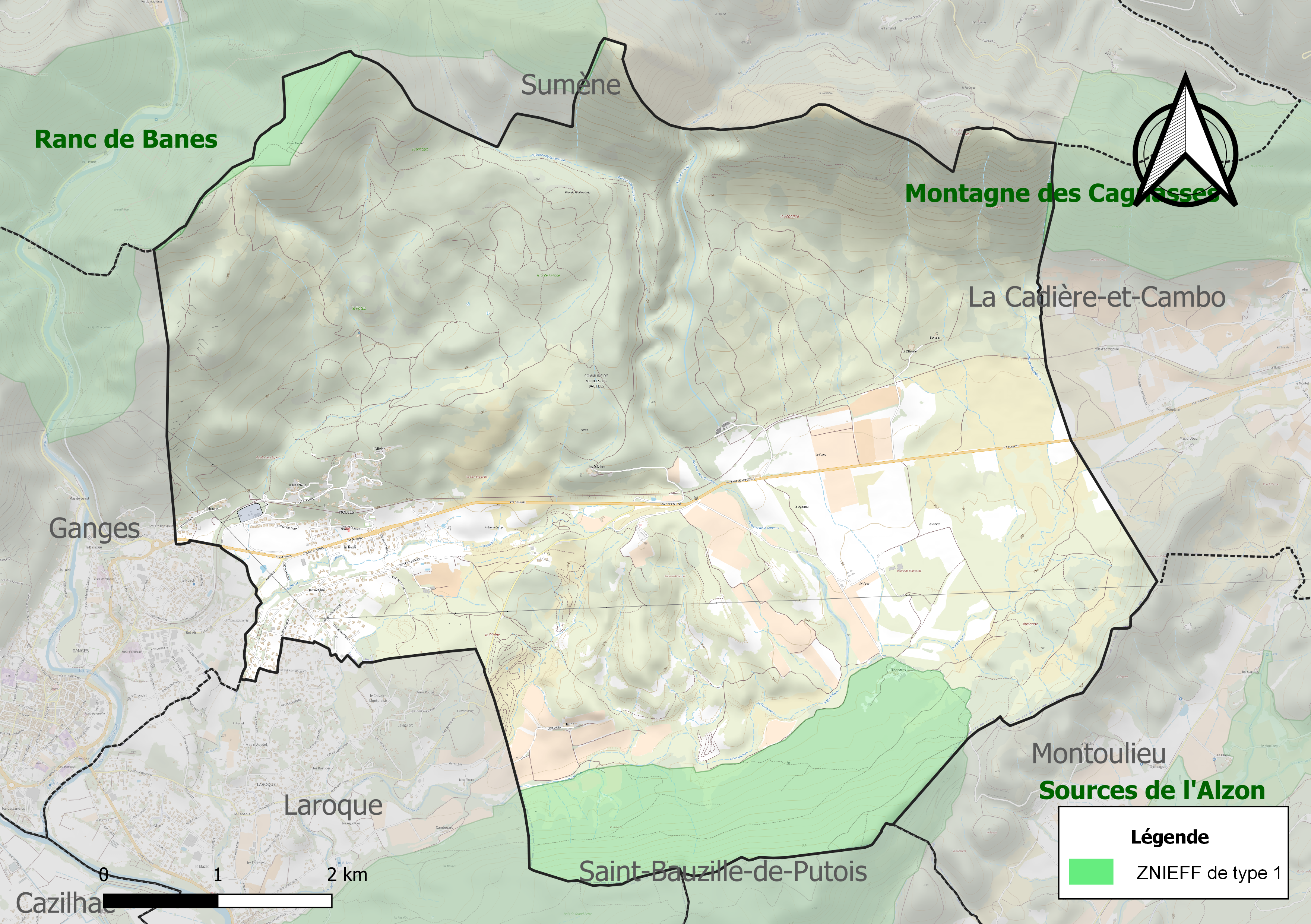
Carte des ZNIEFF de type 1 sur la commune.
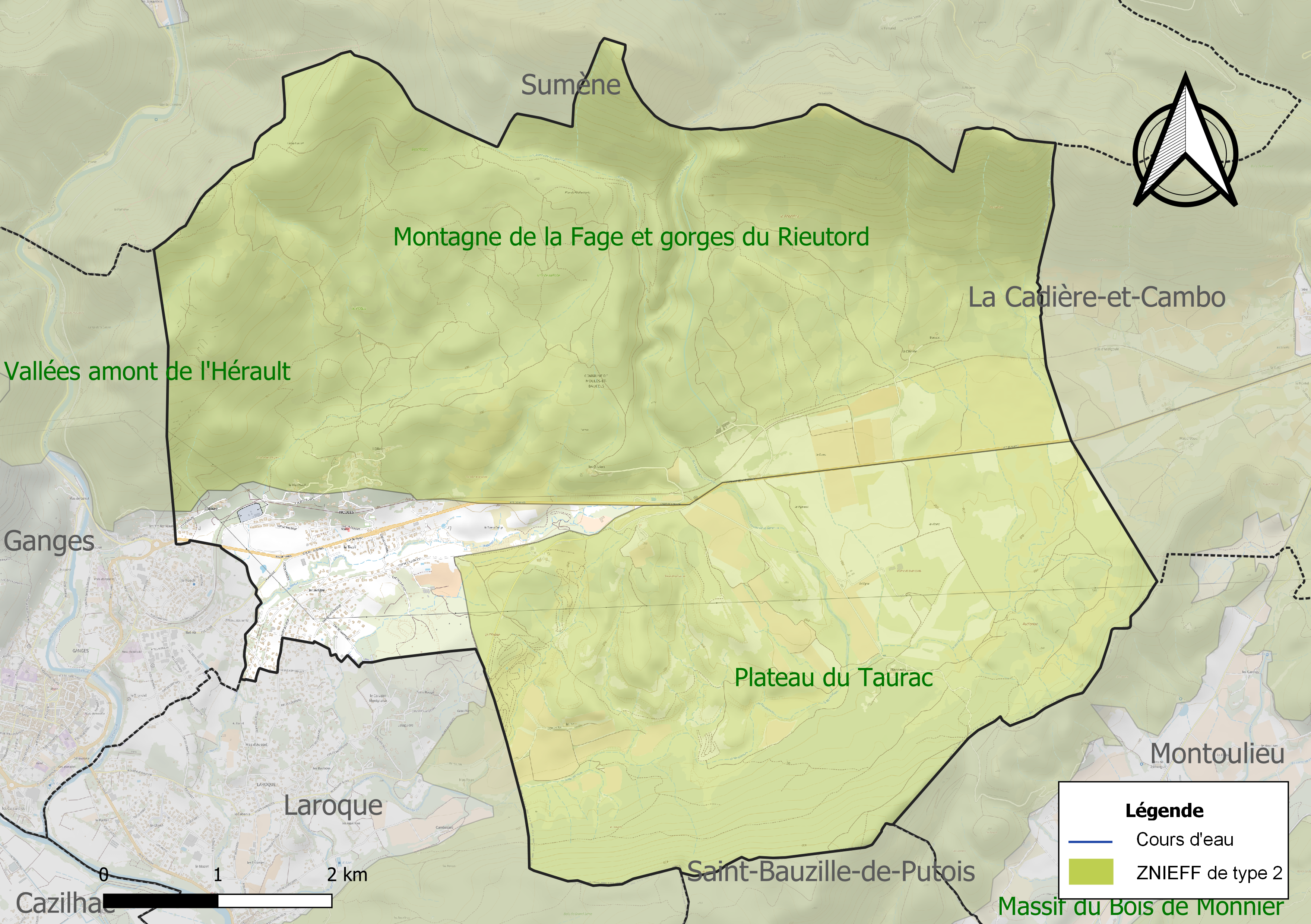
Carte des ZNIEFF de type 2 sur la commune.

## Urbanisme

### Typologie
Au 1er janvier 2024, Moulès-et-Baucels est catégorisée petite ville, selon la nouvelle grille communale de densité à sept niveaux définie par l'Insee en 2022.
Elle appartient à l'unité urbaine de Ganges, une agglomération intra-départementale regroupant quatre  communes, dont elle est une commune de la banlieue,,. La commune est en outre hors attraction des villes,.

### Occupation des sols
L'occupation des sols de la commune, telle qu'elle ressort de la base de données européenne d’occupation biophysique des sols Corine Land Cover (CLC), est marquée par l'importance des forêts et milieux semi-naturels (83 % en 2018), en diminution par rapport à 1990 (86,1 %). La répartition détaillée en 2018 est la suivante : 
milieux à végétation arbustive et/ou herbacée (72,1 %), zones agricoles hétérogènes (8,3 %), forêts (7,2 %), terres arables (5,6 %), espaces ouverts, sans ou avec peu de végétation (3,7 %), zones urbanisées (3 %), cultures permanentes (0,1 %). L'évolution de l’occupation des sols de la commune et de ses infrastructures peut être observée sur les différentes représentations cartographiques du territoire : la carte de Cassini (XVIIIe siècle), la carte d'état-major (1820-1866) et les cartes ou photos aériennes de l'IGN pour la période actuelle (1950 à aujourd'hui).

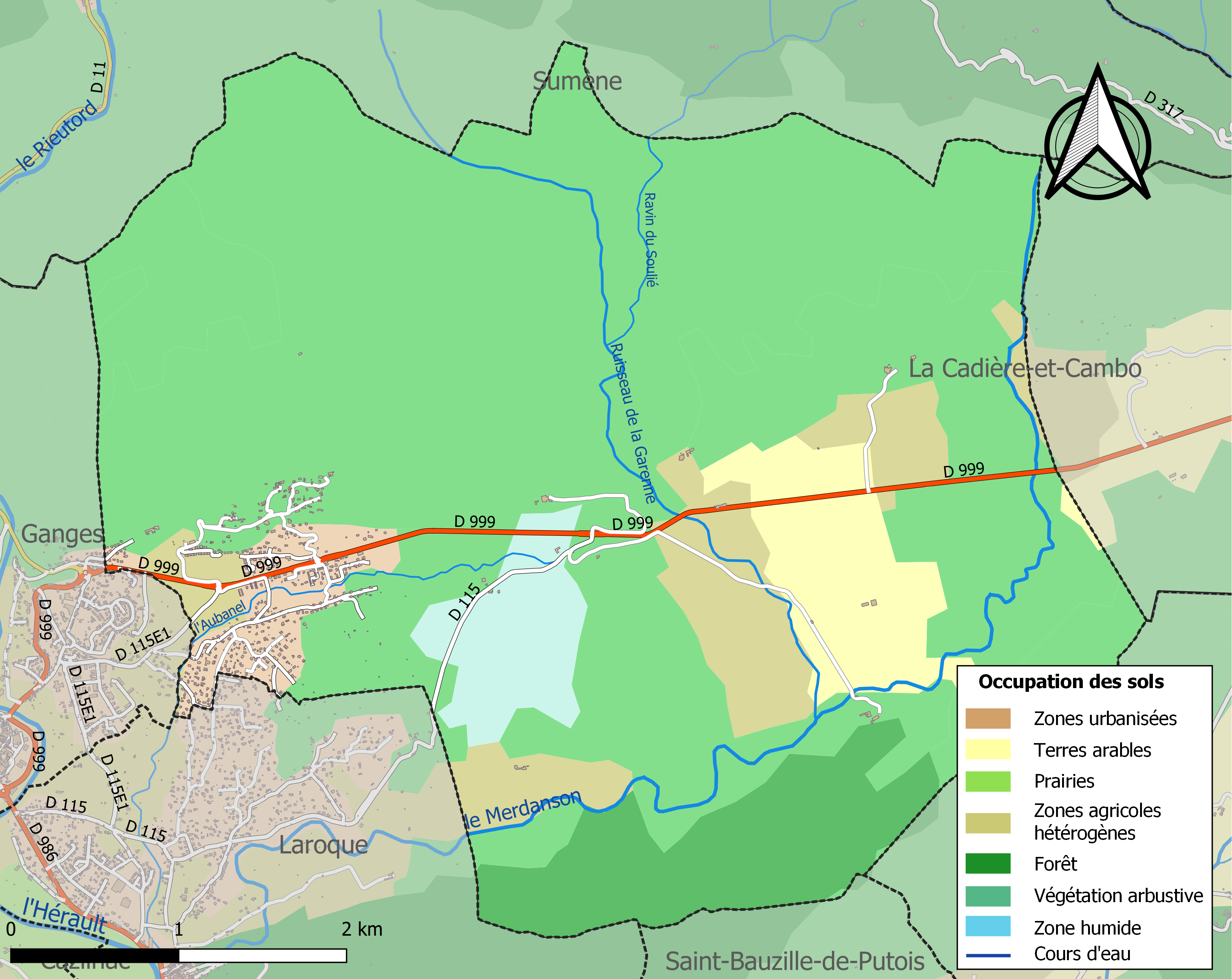
Carte des infrastructures et de l'occupation des sols de la commune en 2018 (CLC).

### Risques majeurs
Le territoire de la commune de Moulès-et-Baucels est vulnérable à différents aléas naturels : météorologiques (tempête, orage, neige, grand froid, canicule ou sécheresse), inondations, feux de forêts et séisme (sismicité faible). Il est également exposé à un risque technologique,  le transport de matières dangereuses, et à un risque particulier : le risque de radon. Un site publié par le BRGM permet d'évaluer simplement et rapidement les risques d'un bien localisé soit par son adresse soit par le numéro de sa parcelle.

#### Risques naturels
Certaines parties du territoire communal sont susceptibles d’être affectées par le risque d’inondation par débordement de cours d'eau, notamment le Merdanson. La commune a été reconnue en état de catastrophe naturelle au titre des dommages causés par les inondations et coulées de boue survenues en 1982, 1994, 1995, 2002, 2014 et 2015,.
Moulès-et-Baucels est exposée au risque de feu de forêt. Un plan départemental de protection des forêts contre les incendies (PDPFCI) a été approuvé en juin 2013 et court jusqu'en 2022, où il doit être renouvelé. Les mesures individuelles de prévention contre les incendies sont précisées par deux arrêtés préfectoraux et s’appliquent dans les zones exposées aux incendies de forêt et à moins de 200 mètres de celles-ci. L’arrêté du 25 avril 2002 réglemente l'emploi du feu en interdisant notamment d’apporter du feu, de fumer et de jeter des mégots de cigarette dans les espaces sensibles et sur les voies qui les traversent sous peine de sanctions. L'arrêté du 11 mars 2013 rend le débroussaillement obligatoire, incombant au propriétaire ou ayant droit,.

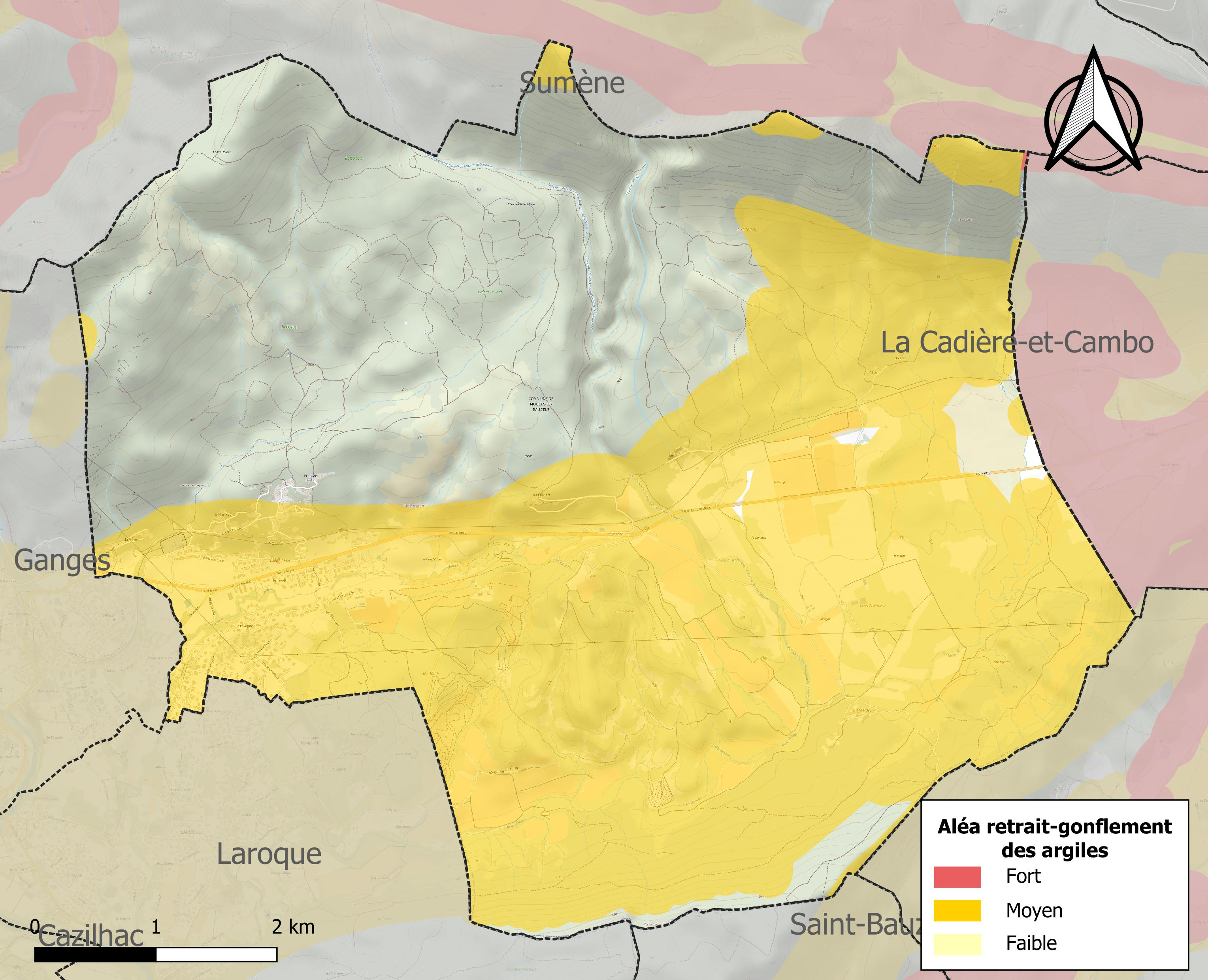
Carte des zones d'aléa retrait-gonflement des sols argileux de Moulès-et-Baucels.

Le retrait-gonflement des sols argileux est susceptible d'engendrer des dommages importants aux bâtiments en cas d’alternance de périodes de sécheresse et de pluie. 58,1 % de la superficie communale est en aléa moyen ou fort (59,3 % au niveau départemental et 48,5 % au niveau national). Sur les 355 bâtiments dénombrés sur la commune en 2019, 331 sont en aléa moyen ou fort, soit 93 %, à comparer aux 85 % au niveau départemental et 54 % au niveau national. Une cartographie de l'exposition du territoire national au retrait gonflement des sols argileux est disponible sur le site du BRGM,.
Par ailleurs, afin de mieux appréhender le risque d’affaissement de terrain, l'inventaire national des cavités souterraines permet de localiser celles situées sur la commune.

#### Risques technologiques
Le risque de transport de matières dangereuses sur la commune est lié à sa traversée par des infrastructures routières ou ferroviaires importantes ou la présence d'une canalisation de transport d'hydrocarbures. Un accident se produisant sur de telles infrastructures est susceptible d’avoir des effets graves sur les biens, les personnes ou l'environnement, selon la nature du matériau transporté. Des dispositions d’urbanisme peuvent être préconisées en conséquence.

#### Risque particulier
Dans plusieurs parties du territoire national, le radon, accumulé dans certains logements ou autres locaux, peut constituer une source significative d’exposition de la population aux rayonnements ionisants. Certaines communes du département sont concernées par le risque radon à un niveau plus ou moins élevé. Selon la classification de 2018, la commune de Moulès-et-Baucels est classée en zone 2, à savoir zone à potentiel radon faible mais sur lesquelles des facteurs géologiques particuliers peuvent faciliter le transfert du radon vers les bâtiments.

## Toponymie
Moulès, transcrit de Molesis en 1293, dérive de l'adjectif occitan mòl, "mou". C'est un nom toponymique désignant un endroit au sol mou, fangeux.
Baucels, Baucellis en 1293, représente la racine oronymique ligure BAL(-s) qui désigne un escarpement de rocher, une falaise abrupte. On retrouve cette racine dans le nom des Baux-de-Provence ( Balcium en 960).

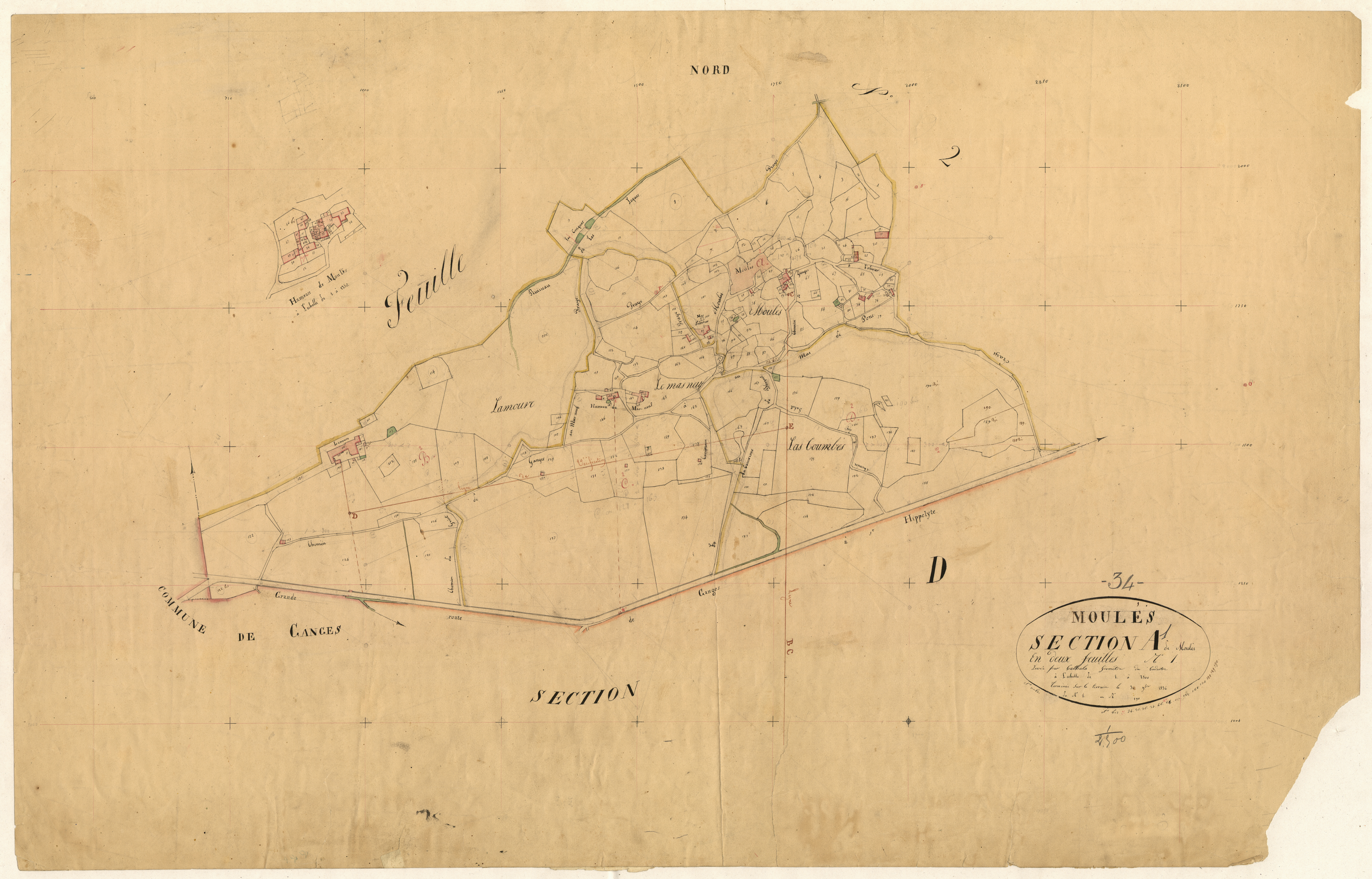
Cadastre napoléonien : section A1 de Moulès (1836).

## Histoire
Le 22 juillet 1836, la commune de Baucels est rattachée à celle de Moulès qui prend le nom de Moulès-et-Baucels.

## Politique et administration
| Période   | Période   | Identité                 | Étiquette   | Qualité                    |
| --------- | --------- | ------------------------ | ----------- | -------------------------- |
| 1947      | 1953      | Fernand Barre            |             |                            |
| 1953      | mars 1977 | Alphonse Caizergues      |             |                            |
| mars 1977 | mars 1989 | Jean Marie Boudouresques |             |                            |
| mars 1989 | mars 2001 | Elian Robert             |             |                            |
| mars 2001 | juin 2020 | Jean-Pierre Gaubiac      | DVG puis SE | Retraité Fonction publique |
| juin 2020 | En cours  | Daniel Célérier          | SE          | Retraité CAF               |

## Démographie
L'évolution du nombre d'habitants est connue à travers les recensements de la population effectués dans la commune depuis 1793. Pour les communes de moins de 10 000 habitants, une enquête de recensement portant sur toute la population est réalisée tous les cinq ans, les populations de référence des années intermédiaires étant quant à elles estimées par interpolation ou extrapolation. Pour la commune, le premier recensement exhaustif entrant dans le cadre du nouveau dispositif a été réalisé en 2004.

En 2022, la commune comptait 855 habitants, en évolution de −3,17 % par rapport à 2016 (Hérault : +7,49 %, France hors Mayotte : +2,11 %).
| 1793 | 1800 | 1806 | 1821 | 1831 | 1836 | 1841 | 1846 | 1851 |
| ---- | ---- | ---- | ---- | ---- | ---- | ---- | ---- | ---- |
| 95   | 78   | 77   | 97   | 66   | 150  | 138  | 152  | 184  |

| 1856 | 1861 | 1866 | 1872 | 1876 | 1881 | 1886 | 1891 | 1896 |
| ---- | ---- | ---- | ---- | ---- | ---- | ---- | ---- | ---- |
| 179  | 171  | 163  | 180  | 158  | 147  | 129  | 121  | 126  |

| 1901 | 1906 | 1911 | 1921 | 1926 | 1931 | 1936 | 1946 | 1954 |
| ---- | ---- | ---- | ---- | ---- | ---- | ---- | ---- | ---- |
| 129  | 144  | 165  | 117  | 118  | 113  | 105  | 113  | 97   |

| 1962 | 1968 | 1975 | 1982 | 1990 | 1999 | 2004 | 2006 | 2009 |
| ---- | ---- | ---- | ---- | ---- | ---- | ---- | ---- | ---- |
| 65   | 77   | 128  | 190  | 297  | 598  | 737  | 722  | 843  |

| 2014 | 2019 | 2022 | - | - | - | - | - | - |
| ---- | ---- | ---- | - | - | - | - | - | - |
| 892  | 866  | 855  | - | - | - | - | - | - |

## Économie

### Revenus
En 2018, la commune compte 356 ménages fiscaux, regroupant 855 personnes. La médiane du revenu disponible par unité de consommation est de 20 830 € (20 330 € dans le département).

### Emploi
|                | 2008   | 2013   | 2018   |
| -------------- | ------ | ------ | ------ |
| Commune        | 8 %    | 11,1 % | 12,2 % |
| Département    | 10,1 % | 11,9 % | 12 %   |
| France entière | 8,3 %  | 10 %   | 10 %   |

En 2018, la population âgée de 15 à 64 ans s'élève à 527 personnes, parmi lesquelles on compte 78 % d'actifs (65,8 % ayant un emploi et 12,2 % de chômeurs) et 22 % d'inactifs,. En  2018, le taux de chômage communal (au sens du recensement) des 15-64 ans est supérieur à celui du département et de la France, alors qu'en 2008 la situation était inverse.
La commune est hors attraction des villes,. Elle compte 70 emplois en 2018, contre 93 en 2013 et 109 en 2008. Le nombre d'actifs ayant un emploi résidant dans la commune est de 354, soit un indicateur de concentration d'emploi de 19,9 % et un taux d'activité parmi les 15 ans ou plus de 59 %.
Sur ces 354 actifs de 15 ans ou plus ayant un emploi, 41 travaillent dans la commune, soit 12 % des habitants. Pour se rendre au travail, 93,2 % des habitants utilisent un véhicule personnel ou de fonction à quatre roues, 0,9 % les transports en commun, 2,3 % s'y rendent en deux-roues, à vélo ou à pied et 3,7 % n'ont pas besoin de transport (travail au domicile).

### Activités hors agriculture

#### Secteurs d'activités
62 établissements sont implantés  à Moulès-et-Baucels au 31 décembre 2019. Le tableau ci-dessous en détaille le nombre par secteur d'activité et compare les ratios avec ceux du département,.
| Secteur d'activité                                                                                        | Commune | Commune | Département |
| Secteur d'activité                                                                                        | Nombre  | %       | %           |
| --- | ------- | ------- | ----------- |
| Ensemble                                                                                                  | 62      | 100 %   | (100 %)     |
| Industrie manufacturière, industries extractives et autres                                                | 10      | 16,1 %  | (6,7 %)     |
| Construction                                                                                              | 15      | 24,2 %  | (14,1 %)    |
| Commerce de gros et de détail, transports, hébergement et restauration                                    | 15      | 24,2 %  | (28 %)      |
| Information et communication                                                                              | 1       | 1,6 %   | (3,3 %)     |
| Activités financières et d'assurance                                                                      | 2       | 3,2 %   | (3,2 %)     |
| Activités immobilières                                                                                    | 2       | 3,2 %   | (5,3 %)     |
| Activités spécialisées, scientifiques et techniques et activités de services administratifs et de soutien | 8       | 12,9 %  | (17,1 %)    |
| Administration publique, enseignement, santé humaine et action sociale                                    | 3       | 4,8 %   | (14,2 %)    |
| Autres activités de services                                                                              | 6       | 9,7 %   | (8,1 %)     |

Le secteur du commerce de gros et de détail, des transports, de l'hébergement et de la restauration est prépondérant sur la commune puisqu'il représente 24,2 % du nombre total d'établissements de la commune (15 sur les 62 entreprises implantées  à Moulès-et-Baucels), contre 28 % au niveau départemental.

#### Entreprises et commerces
Les deux entreprises ayant leur siège social sur le territoire communal qui génèrent le plus de chiffre d'affaires en 2020 sont : 
- SARL Yvan Viaene, installation de structures métalliques, chaudronnées et de tuyauterie (150 k€)
- Societe Des Auteurs-Editeurs D'internet (Saedi), édition de livres (5 k€)

### Agriculture
|               | 1988 | 2000 | 2010 | 2020 |
| ------------- | ---- | ---- | ---- | ---- |
| Exploitations | 11   | 7    | 8    | 9    |
| SAU (ha)      | 606  | 81   | 466  | 952  |

La commune est dans le « Soubergues », une petite région agricole occupant le nord-est du département de l'Hérault. En 2020, l'orientation technico-économique de l'agriculture  sur la commune est la polyculture et/ou le polyélevage. Neuf exploitations agricoles ayant leur siège dans la commune sont dénombrées lors du recensement agricole de 2020 (onze en 1988). La superficie agricole utilisée est de 952 ha,,.

## Culture locale et patrimoine

### Lieux et monuments

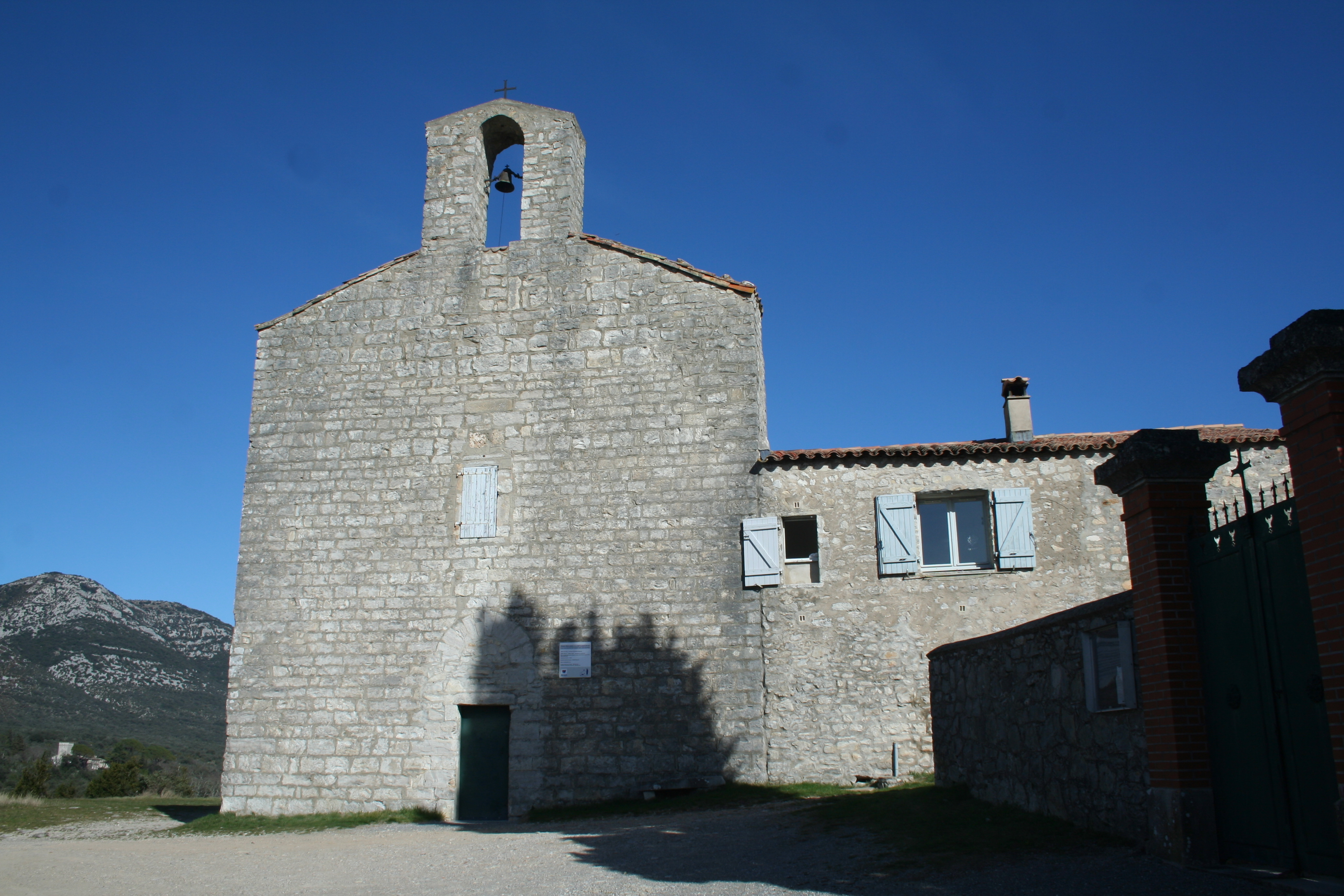
L'églisette.

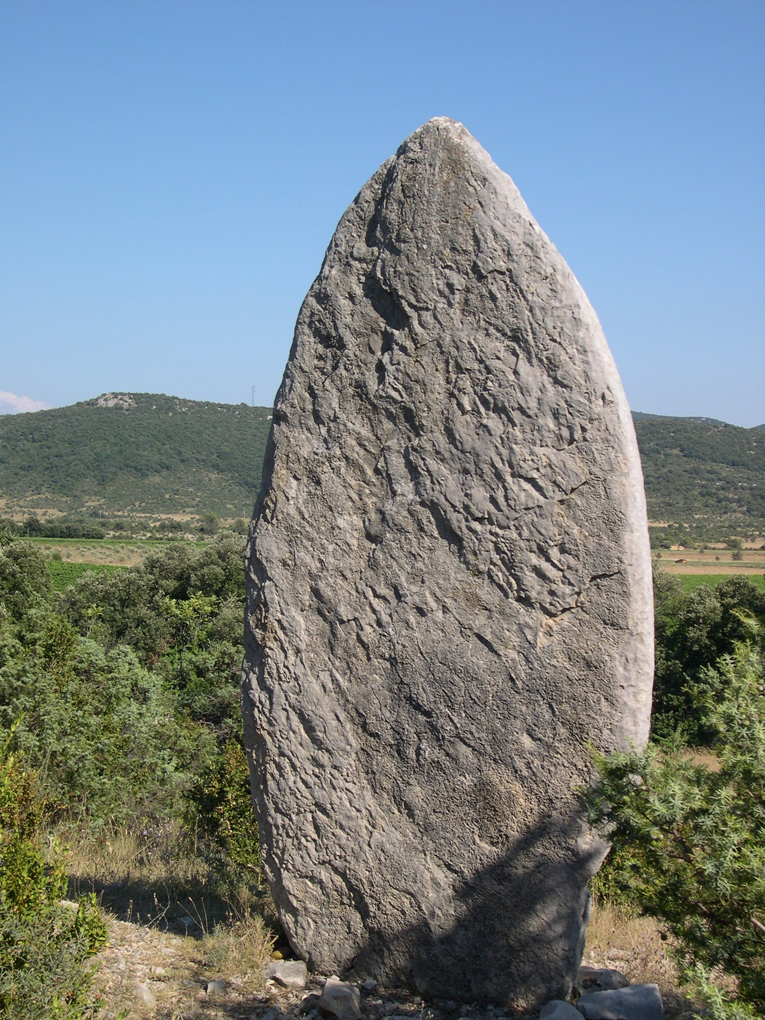
Menhir du Ginestous

- L'églisette, une belle petite église romane du XIIe siècle dédiée à Saint-Jean-Baptiste. Elle n'est pas située dans l'agglomération, mais plus loin sur le territoire de la commune, sur une butte, un promontoire rocheux. À l'intérieur, on peut voir la cuve baptismale romane et la stèle discoïdale. Ce trésor pittoresque n'est cependant ouvert qu'à certaines occasions, vu son éloignement et pour les offices.
- Castellas de Tournemire

### Personnalités liées à la commune
- Fernand Barre (1890-1993), général lors de la Seconde Guerre mondiale[35]

### Héraldique
|  | Les armoiries de Moulès-et-Baucels se blasonnent ainsi : d'argent aux deux croix pattées de sable |